# Nagyboldogasszony-templom (Zlatar)
A Nagyboldogasszony-templom egy római katolikus plébániatemplom Horvátországban a Krapina-Zagorje megyei Zlatar városának központjában.

## Fekvése
A templom Zlatar központjában, a Szabadság téren, a városon átvezető főutak csomópontjában áll.

## Története
Zlatarnak már 1454-ben állt a Nagyboldogasszonynak szentelt plébániatemploma, melyet ekkor említenek először Cillei Frigyes oklevelében, majd 1469 is megemlítik Ivan osterci plébános végrendeletében, ez azonban nem azonos a mai plébániatemplommal. 
A mai Nagyboldogasszony tiszteletére szentelt plébániatemplom elődje ugyanis az azonos titulusú kápolna volt, mely a 17. század elején épült és 1626-ban a Kisboldogasszony ünnepe utáni vasárnap szentelte fel Domitrovics Péter zágrábi püspök. Ennek meghosszabbításával és szélesítésével épült meg a későbbi plébániatemplom. Először az új szentélyt, a sekrestyét és a Szent Kereszt kápolnát építették fel. A legnagyobb építkezések Juraj Bišćan és Matija Antun Lončarić plébánosok idején 1751 és 1768 között zajlottak, ekkor nyerte el a templom a mai latin kereszt alaprajzú alakját. Bišćan plébános idejében 1751 és 1754 között történt az új barokk szentélynek a régi, gótikus szentélyhez történő hozzáépítése, elkezdték építeni a templomhajót valamint a Szent Fábián és Sebestyén kápolnát. Az építkezést 1756-ban Lončarić plébános folytatta és az északi mellékhajó kivételével 1762-ig elkészült az új templom. Az új barokk plébániatemplomot 1762. augusztus 22-én szentelte fel Stjepan Putz belgrád-szendrői püspök.
Az északi mellékhajó építése 1758-ben kezdődött, de csak 1770-re fejeződött be. Oltára a Szent Kereszt oltár 1803-ban készült el, 1803. június 29-én szentelte fel Vrhovac zágrábi püspök. 1805-ben Forko plébános a régi Szent Borbála oltár helyett újat állíttatott. A harangtornyot 1852-ben építették. A templom átépítése 1887 és 1889 között történt Herman Bolle tervei szerint neogótikus stílusban. Ekkor épültek a Szent József, a Szent Borbála, a Szent Balázs és Nepomuki Szent János oltárok, a Szent Kereszt oltár helyett pedig Jézus Szíve oltár épült. Jézus szíve szobrát 1890-ben Bécsben készítették. A régi Szent Borbála oltár helyére került a szószék, vele átellenben pedig a Szent József oltár helyére egy nagy feszületet állítottak. A sekrestyét az északi oldalra a torony mellé tették át. Az új orgona 1889-ben készült Hefferer zágrábi műhelyében, a régi barokk orgonát Lovrečannak adták. 
A templomot 1902-ben Ivan Gosar szlovén festő teljesen kifestette. Ekkor kerültek a hajó közepére Szent Borbála és Szent József szobrai, mindkettő tiroli munka. Második megújítása Ivan Mihelčić plébános idejében a 20. század első felében történt. 1913-ban elkészült az új keresztút, a régi stációk Lovrečanba kerültek. 1916-ban a templom két régi harangját vitték el hadicélokra, ezeket 1925-ben pótolták. 1928-ban a templom villanyvilágítást kapott, melyhez az áramot a város új kis vizierőműve szolgáltatta. 1934-ben Josip Andres újra teljesen kifestette a belsejét. 1936-ban a zlatari Juraj Zerjavić a szentélybe két festett üvegablakot adományozott. A jobboldali Máriát Szent Annával, a baloldali Szent Györgyöt ábrázolja. 1938-ban a templom teljes külsejét megújították. 1944-ben egy az usztasák elleni partizántámadásban a templom is károkat szenvedett. A sérülések a bal oldali hajó kupoláján egészen a 2011-es renoválásig látszottak.  1958-ban a hajó ablakait ornamentikával festett üvegablakokra cserélték ki, majd 1960-ban a maradék ablakokat is kicserélték. 
1963-ban elkészültek az új vasajtók, melyek lehetővé tették, hogy a templom az imádkozni vágyóknak nyitva lehessen. 1969-ben a második vatikáni zsinat rendelkezésének megfelelően eltávolították a szentély elválasztó fakerítést és elkészült a szembemiséző oltár. 1970-ben a tornyot és a toronysisakot újították meg, 1976-ban pedig a tető kapott új cserepezést. 1978-ban a harangozást automatizálták, 1982-ben pedig a homlokzatot újították meg. 1996-ban a toronysisak új rézlemez borítást kapott, a régi mechanikus toronyórát új, elektromos órára cserélték le. 1995 és 1996 között a templom belső tere újult meg.  A plébánia alapításának 300. évfordulójára elkészült a templom megújított főoltára, melyet 1999. október 31-én szenteltek fel. 

## Leírása
A templom latin kereszt alaprajzú, keletelt épület, melynek szentélye keletre, főhomlokzata nyugatra néz. A főhajó 22 méter hosszú és 9 méter széles, a szentély 10 méter hosszú és 8 méter széles, a mellékhajók 9 méter hosszúak és 7 méter szélesek lettek. A főhajó magassága 15 méter, a harangtorony 37,60 méter magas. A barokk sisakos harangtorony a nyugati homlokzat előtt áll, mellette két oldalán egy-egy kisebb helyiség, közülük a jobb oldaliban van a feljárat a kórusba és a toronyba. A hajó mindkét oldalához egy-egy kápolna van építve, melyek a latin kereszt oldalsó szárait képezik. Az egész templomot barokk boltozat fedi. A hajónak, a kápolnáknak és a szentélynek is két-két ablaka van.
A berendezés legszebb darabja a barokk főoltár, mely J. Holzinger alkotása 1758-ból. Az oltár kitölti a szentély teljes hátsó terét. Központjában Szűz Mária felhőkön lebegő alakja látható, amint az angyalok felfelé viszik. Miközben emelkednek, alant szorongó, csodálkozó és térdelő nézők egy csoportja látható, akik Máriát imádják. A jelenettől jobbra és balra az oszlopok között Szent Joachin és Szent Anna alakja látható. Legfelül az angyaloktól körülvett Szentháromságot látjuk, amint várják Szűz Mária érkezését. Az oltárt alkotó valamennyi szobor egyedi, szépen kidolgozott, festett és aranyozott.
A jobb oldalkápolnában álló Szent Fábián és Sebestyén oltár nem bír különösebb művészeti értékkel. Az oltár közepén a két szentet ábrázoló kép áll, felül az Atyaisten szimbólumával. Az oltáron Páduai Szent Antal és a Kisjézusról nevezett Szent Teréz szobrai állnak, míg az oltár mellett jobbról és balról Szent József és Szent Borbála szobrai álltak, melyeket a felújítás után átvittek a hajó közepére. A vele átellenben a másik kápolnában áll a fából készített neogótikus Szent Kereszt oltár. A kápolna előtt a szentély felé áll a hasonló stílusú szószék. A hajóban konzolokon álló Szent József és Szent Borbála szobrai tiroli munkák.
A liturgikus tárgyak közül említésre méltó két 18. századi aranyozott kehely. Az egyiken a „M. A. L. P. Z. 1761 F. F.” (Mathias Antonius Londiaridi, parochus zlatariensis 1761 fieri fecit) felirat áll, míg a másikon ugyanez a felirat az 1762-es évszámmal. Ugyanez a plébános 1758-ban egy keresztet is készíttetett. A monstrancia 1796-ban készült és 62 cm magas. 